# 31 Lyncis
Désignations
31 Lyncis, également nommée Alsciaukat, est la quatrième étoile la plus brillante de la constellation du Lynx, qui brille à une magnitude apparente moyenne de +4,25. D'après la mesure de sa parallaxe annuelle par le satellite Hipparcos, elle est située à environ ∼ 380 a.l. (∼ 117 pc) de la Terre. Elle s'éloigne du Système solaire à une vitesse radiale de +24,5 km/s.

## Nomenclature
31 Lyncis est la désignation de Flamsteed de l'étoile. Elle porte les noms traditionnels Alsciaukat, de l'arabe الشوكة aš-šawkat « l'épine », et Mabsuthat (arabe المبسوطة al-mabsūtah) « la (patte) étirée ». Le nom Alsciaukat est officialisé par l'Union Astronomique Internationale le 30 juin 2017.

## Propriétés
31 Lyncis est une étoile géante rouge de type spectral K4+III. C'est une étoile variable semi-régulière dont la luminosité varie entre les magnitudes 4,21 et 4,27. Elle a reçu la désignation d'étoile variable BN Lyncis. Elle est autour de 1,95 fois plus massive que le Soleil et elle est âgée d'environ 1,3 milliard d'années. Le rayon de l'étoile est environ 53 fois plus grand que le rayon solaire, elle est 780 fois plus lumineuse que le Soleil et sa température de surface est de 4 120 K.